# Elatostema jiangjinense
Elatostema jiangjinense es una especie de planta del género Elatostema, perteneciente a la familia Urticaceae.

## Taxonomía
Elatostema jiangjinense fue descrita por Wen Tsai Wang en 2019.

## Distribución
Se encuentra en el territorio centro-sur de China.